# 埃列奥诺拉·吉奥尔吉

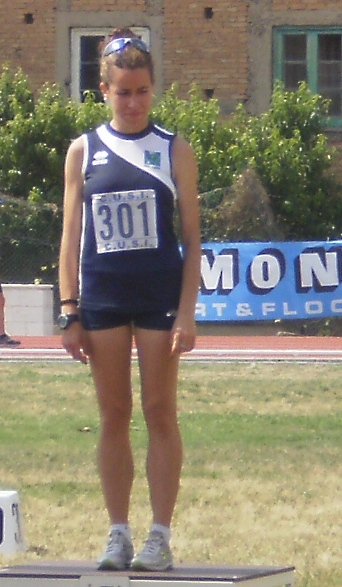
埃列奥诺拉·吉奥尔吉

埃列奥诺拉·吉奥尔吉（義大利語：Eleonora Giorgi，1989年9月14日—）是一名意大利竞走运动员。她是2019年世界田径锦标赛的铜牌得主。
她是5000米竞走（室外，跑道）的世界纪录保持者。该纪录为2014年5月18日在米斯泰尔比安科创造的20:01.80。